# VV Veendam in het seizoen 1963/64
Het seizoen 1963/1964 was het 10e jaar in het bestaan van de Veendamse betaaldvoetbalclub Veendam. De club kwam uit in de Eerste divisie en eindigde daarin op de 12e plaats. Tevens deed de club mee aan het toernooi om de KNVB beker, hierin werd in de kwartfinale verloren van ADO (0–2).

## Wedstrijdstatistieken

### Eerste divisie
|       | BVV   | DWS   | Eindhoven | Elinkwijk | Enschedese Boys | Excelsior | Fortuna | RBC   | SHS   | Sittardia | Telstar | Velox | De Volewijckers | VVV   | Willem II |
| ----- | ----- | ----- | --------- | --------- | --------------- | --------- | ------- | ----- | ----- | --------- | ------- | ----- | --------------- | ----- | --------- |
| Thuis | 1 – 1 | 0 – 0 | 1 – 3     | 3 – 1     | 3 – 2           | 0 – 1     | 3 – 4   | 3 – 2 | 2 – 1 | 1 – 3     | 2 – 3   | 0 – 3 | 1 – 4           | 4 – 0 | 2 – 3     |
| Uit   | 1 – 3 | 1 – 1 | 2 – 1     | 0 – 2     | 3 – 1           | 2 – 2     | 0 – 1   | 2 – 2 | 1 – 3 | 4 – 0     | 3 – 1   | 1 – 1 | 0 – 2           | 5 – 1 | 3 – 0     |

### KNVB beker
| 1e ronde                                          | RCH                                 | 1 – 1 (0 – 1, 1 – 1) Na strafschoppen | Veendam                                        |
| 29 september 1963 Plaats: Heemstede Sportparklaan | Jan Dahrs 49'                       |                                       | 15' Jelle Amsing                               |
| 2e ronde                                          | Veendam                             | 1 – 0 Na verlenging                   | ZFC                                            |
| 17 november 1963 Plaats: Veendam De Langeleegte   | Jan Boelens 92'                     |                                       |                                                |
| 3e ronde                                          | De Volewijckers                     | 2 – 3 (0 – 0)                         | Veendam                                        |
| 9 februari 1964 Plaats: Amsterdam Buiksloterbanne | Peter de Ruiter 54' Wout Schaft 65' |                                       | 487', 84' Tjeerd Henstra 83' (pen.) Jan Kuiper |
| Kwartfinale                                       | Veendam                             | 0 – 2 (0 – 1)                         | ADO                                            |
| 1 april 1964 Plaats: Veendam De Langeleegte       |                                     |                                       | 20' Piet de Zoete 85' Henk Houwaart            |

## Statistieken Veendam 1963/1964

### Eindstand Veendam in de Nederlandse Eerste divisie 1963 / 1964
| Stand | Gespeeld | Gewonnen | Gelijk | Verloren | Punten | Doelpunten voor | Doelpunten tegen |
| ----- | -------- | -------- | ------ | -------- | ------ | --------------- | ---------------- |
| 12e   | 30       | 10       | 6      | 14       | 26     | 47              | 59               |

### Topscorers
| #                 | Naam               | Goal |
| ----------------- | ------------------ | ---- |
| 1.                | Bé Kuiper          | 15   |
| 2.                | Paul Amara         | 9    |
| 3.                | Jan Boelens        | 8    |
| 4.                | Johan Beuvink      | 5    |
| 5.                | Henk Nienhuis      | 3    |
| 6.                | Tjeerd Henstra     | 2    |
| 6.                | Willy Wilbers      | 2    |
| 8.                | Hemmo Kerkhof      | 1    |
| 8.                | Gerrit Uittenbosch | 1    |
| Onbekend doelpunt |                    |      |
| –                 | Onbekend           | 1    |
| Totaal            | Totaal             | 47   |

| #      | Naam           | Goal |
| ------ | -------------- | ---- |
| 1.     | Tjeerd Henstra | 2    |
| 2.     | Jelle Amsing   | 1    |
| 2.     | Jan Boelens    | 1    |
| 2.     | Jan Kuiper     | 1    |
| Totaal | Totaal         | 5    |

## Voetnoten
BVV ·
DHC ·
Elinkwijk ·
Enschedese Boys ·
Eindhoven ·
Excelsior ·
Fortuna ·
RBC ·
SHS ·
Sittardia ·
Telstar ·
Veendam ·
Velox ·
De Volewijckers ·
VVV ·
Willem II